# Persiska judar

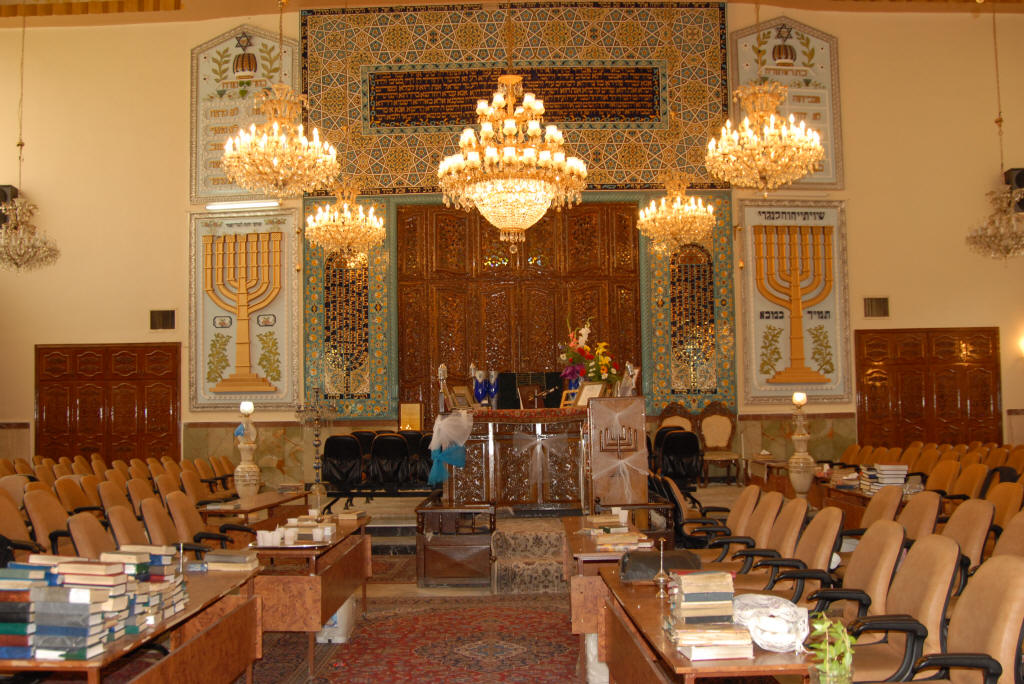
Yusef Abads synagoga i centrala Teheran

Persiska judar eller Iranska judar (persiska: کلیمیان ایرانی, hebreiska: יהודים פרסים, engelska: Persian Jews) är judar som är historiskt sett förknippade med det persiska riket. Detta stammar från och med Kyros II. Dagens persisktalande judar i Iran och på andra platser är ättlingar till dem.

## Historia
Judendomen är den näst äldsta religionen som ännu praktiseras i Iran (efter zoroastrismen). Den bibliska boken Esters bok innehåller många hänvisningar till judarnas erfarenheter i det persiska akemeniderriket. Judar har haft en kontinuerlig närvaro i Iran sedan Kyros den stores erövring av Babylon på 500-talet f.Kr. då perserkungen befriade judarna ur den babyloniska fångenskapen. Judarnas historia är dock mer än 3000 år gammal då de utgjorde en del av ett mångreligiöst samhälle i Susa och andra iranska städer. 

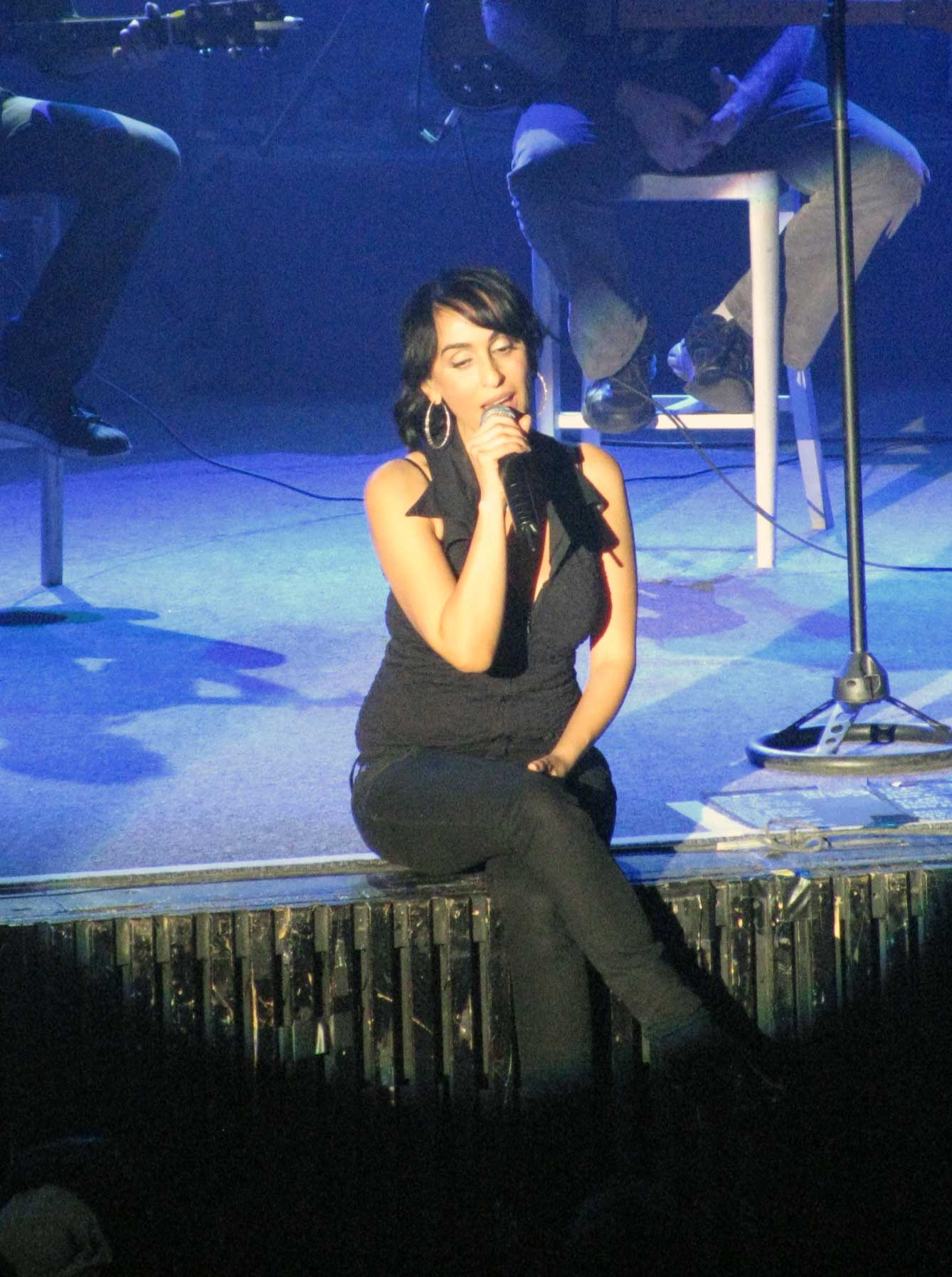
Rita Yahan-Farouz, israelisk popstjärna av persisk börd

## Nutida spridning
I dag lever majoriteten av de persiska judarna i Israel och USA, särskilt i Los Angeles, Beverly Hills och på North Shore på Long Island. Enligt senaste demografiska undersökningen lever omkring 10 000 judar i Iran men det verkliga antalet uppskattas till 25 000 personer eftersom antalet krypto-judar är okänt.
Irans judar är i huvudsak koncentrerade till Teheran, Hamadan och Shiraz. I Hamadan ligger Esters och Mordekais gravar. I Susa ligger Daniels grav.

## Kulturliv
Persiska judar har ett rikt kulturarv inom en rad områden som litteratur och musik samt smyckes-, textil- och boktillverkning. Man talar persiska och skriver traditionellt persiska med hebreiskt alfabet. En av Israels främsta sångare är den persiska judinnan Rita Yahan-Farouz.